# Душко М. Петровић
Душко М. Петровић (Доња Превија, 18. новембар 1948) српски је књижевник, лирик и сатирик.

## Биографија
Душко М. Петровић је рођен 18. новембра 1948. у Доњој Превији, општина Горњи Рибник, срез Бања Лука, БиХ, Југославија, данас Република Српска. Школовао се у Дрвару (у основној школи и гимназији) и у Београду (на Филолошком факултету; српско-хрватски језик и књижевност). Душко М. Петровић живи у Београду, општина Врачар; слави крсну славу Часне вериге апостола Петра 16/29. јануара.

## Књижевни рад
Објављивао је у скоро свим значајнијим часописима и листовима српског језика, а нешто лирике и сатире преведено му је и објављено на језицима других народа. До сада је објавио шест књига лирике, једанаест књига сатире, и по једну књигу лирско-сатиричних и рефлексивно-поетских записа. Писао је и за позориште, радио и телевизију, а исписивао је политичке и сатиричке колумне у дневним и недељним листовима у Србији и Републици Српској. Члан је и Савета Друштва "Свети Сава" из Београда и Уређивачког одбора часописа "Братство"  . 
Био је оснивач и уредник студентског часописа "Страдија" ("српски лист за југословенска питања") 1971. и 1972. године када је часопис трајно забрањен . Статус слободног уметника имао је од 1969. до 1978. и од 2003. до 2011. године, а у редакцији Јежа (уредник), потом Ошишаног јежа (главни уредник 1991-1995) радио је од 1978. до 2003. године. Покренуо (2002) и уређивао (до 2009) часопис "Отаџбина", гласило Срба из Србије, Српске, Црне Горе и расејања. Часопис "Отаџбина" угашен је (одлуком АПР-а) 2009. године. Покренуо је (2014) и уређује "Жрнов", часопис за културу, науку и уметност, који уз подршку Представништва Републике Српске у Србији излази два пута годишње, о Божићу и о Видовдану.

## Други о Душку М. Петровићу
О лирици и сатирама Душка М. Петровића писали су: Милован Витезовић, Драган Лакићевић, Предраг Лазаревић, академик Бранко Милановић, Гојко Божовић, Миленко Стојичић, Ранко Прерадовић, Слободан Новаковић, Душан Стојковић и други. Проф. Предраг Лазаревић је 2002. године објавио и књигу "Сатира мотивисана родољубљем или о једанаест књига Душка М. Петровића" (издање КЗ "Васо Пелагић", Бања Лука 2002). Петровић је заступљен у двадесет девет антологија и зборника лирике и сатире, од чега су три антологије на руском и по једна на немачком, словеначком, пољском, бугарском, енглеском и белоруском језику. Приредио је и написао поговор за антологију сатиричног афоризма Републике Српске "Лед је пробијен. Ускачите!" (Изд. БИНА, Бања Лука, 2005) и, заједно с Кочићевом праунуком Весном Малишић, књигу "Споменар Милке Кочић"  (изд. "Књижевни атеље Бања Лука - Београд 2010).

## Дела

### Књиге
- Изабрана и нова дела Душка М. Петровића поводом педесет година књижевног рада (1968—2018): "У капели радости" (изабрана и нова лирика), "У држави која је нужни смештај" (изабране и нове сатире) и "У споју духовитости и духовности" (свакодневници, беседе, каприци, разговори, критике). Изд. Представништво Републике Српске у Србији и Фондација Радост из Београда и ИК "Бесједа" из Бање Луке, 2018. године.
- Ода која хода, сатире, изд. Задруга писаца Београд 1971.
- Брод плови, мишеви беже, сатире, изд. ИЦС, Бгд 1972.
- На три конака одавде, песме, изд. КЗ "Петар Кочић", Београд 1975.
- Сликовница за одрасле, сатире са карикатурама М. Милорадовића, изд. Ново дело, Бгд 1987.
- Кула од чланских карата, сатирична поезија, изд. Рад, Бгд 1990.
- Козерија ностра, подземље небеске Србије, сатире, изд. Гоша, Београд и Јавност, Српско Сарајево 1995.
- Шампањац у тетрапаку, сатирична поезија, I изд. Ошишани јеж, Бгд 1996. и II изд. Задужбина "Петар Кочић", Б. Лука – Бгд 1997.
- Звиждук у пола осам, сатиричне вести, 1. део, изд. Демократија, Бгд 1997.
- Где ђаво спава, сатиричне вести, 2. део, изд. Демократија, Бгд 1997.
- Звучни зид– свакодневник, изабрани предратни и сабрани ратни дани у Београду 1998–1999, изд. Ослобођење, Српско Сарајево – Бања Лука – Београд 1999.
- Ђаволе Бог т' убио, сатиричне поеме, изд. Чигоја, Бгд 2002.
- На вр' брда врх државни мрда, сатирична поезија, изд. Књижевни атеље Б. Лука – Бгд 2004.
- Је ли иког стид? - старе и нове сатире, изабрао и предговор написао Предраг Лазаревић, изд. Завод за уџбенике и наставна средства Источно Сарајево 2005.
- Радост љубави, песме, изд. Књижевни атеље, Б. Лука – Бгд 2006 (књига у једном примерку).
- Она давна љета зимус, песме, изд. ГрафоМарк, Лакташи 2007.
- Кафа у Петровићима, изабране и нове поеме, лирско-сатиричне поеме о избеглицама, изд. Бина, Б. Лука, 2008.
- Верујеш ли, верујем ти, записи, мисли, полемички и лирски отисци у запитаности пред догађајима у животу човека и народа, изд. Бесједа, Бања Лука, 2013.
- Идем цркви ливадом, лирика (едиција Меридијани, Смедеревска песничка јесен 2016) и
- Поетар, житија живих, лирска поезија (ИК "Филип Вишњић", Београд 2016).

### Беседе
- Крајина и српски духовни простор (као представник Удружења Срба Крајишника у Београду на скупу САНУ, ЦАНУ и АНУРС "Српски духовни простор", Дворови код Бијељине 1998);
- Најсветлији узор (по примању Кочићеве награде, Бански двор, Бања Лука, 24.8.2002);
- Јабуке и књиге (на отварању фестивала поезије у Јабланици под Козаром 14. септембра 2008);
- Свети Сава духовни отац Срба (на Светосавској академији Зворничко-тузланске епархије у Бијељини 2010. године)...

### Путописи
- Рмањ Манастир (2009), часопис "Братство", изд. Друштва Свети Сава (осн. 1886), Београд.
- Манастир Крупа на Врбасу (2010), часопис "Братство", изд. Друштва Свети Сава (осн. 1886), Београд.
- У цркви Светог Саве у порти манастира Жича (2011), часопис "Братство", изд. Друштва Свети Сава (осн. 1886), Београд.
- Манастир Сланци (2012) часопис "Братство" изд. Друштва Свети Сава (осн. 1886), Београд.
- Крстови патријарха Павла (2015)часопис "Братство", изд. Друштва Свети Сава (осн. 1886), Београд.

### Драмски текстови
- "Нови Сад ил' никад, сатирични кабаре, по текстовима Алека Марјана, Радивоја Бојичића, Милована Вржине, Миленка Пајовића и Д. М. Петровића, изведен у Српском народном позоришту 1989;
- Браћо и сестре, комедија (Електронски часопис Етна, 2007, 59);
- Wiskey predstavnik илити дочек Нове 2010. у БиХ - не бих, тв сатира (Електронски часопис Етна, децембар 2009)...

## Награде и признања
- УНЕСКО-ова награда за сатиричну поезију младих (Београд 1971),
- Кочићева награда (Бања Лука 2002),
- Пелагићев рунолист (први добитник, Бања Лука, 2011),
- Специјална плакета Београдског афористичарског круга за афирмацију и популаризацију сатире (Београд 2011),
- Песничка повеља Соколица 2014, Звечан, Косово и Метохија,
- Награда „Печат кнеза Лазара”, за књигу Поетар, житија живих, 2016.
- Златна значка Културно-просветне заједнице Србије, за несебичан, предан и дуготрајан рад и стваралачки допринос у ширењу културе (1994),
- Вукова награда, 2019.
- Повеља дело Удружења књижевника Србије, 2021.
- Признање за Врхунски допринос националној култури Србије (2013).